# Gmina Kršan
Gmina Kršan (chorw. Općina Kršan) – gmina w Chorwacji, w żupanii istryjskiej.

## Miejscowości i liczba mieszkańców (2011)
- Blaškovići - 149
- Boljevići - 86
- Čambarelići - 154
- Jesenovik - 57
- Kostrčani - 30
- Kožljak - 160
- Kršan - 238
- Lanišće - 74
- Lazarići - 96
- Letaj - 43
- Nova Vas - 69
- Plomin - 113
- Plomin Luka - 173
- Polje Čepić - 148
- Potpićan - 513
- Purgarija Čepić - 228
- Stepčići - 40
- Šušnjevica - 69
- Veljaki - 120
- Vozilići - 236
- Zagorje - 116
- Zankovci - 8
- Zatka Čepić - 31